# Play Loud! Productions
Play Loud! Productions es una empresa de producción de cine y música creada en 1997 en Nueva York por el alemán Dietmar Post y la española Lucía Palacios. Play Loud! se traslada a Berlín en el año 2002. Siguiendo el ejemplo de artistas tan ilustres como Mark Twain, Walt Whitman, Can, ESP, Ton Steine Scherben, Dead Kennedys, EA 80 o Einstürzende Neubauten, Play Loud! publica y distribuye su cine y música en su propio sello.

## Filmografía (producción)
- 1996 - Bowl of Oatmeal (EE. UU.) (producción y distribución)
- 1998 - Cloven Hoofed (EE. UU., Alemania, España) (producción y distribución)
- 2002 - Reverend Billy & The Church of Stop Shopping (documental) (EE. UU., Alemania, España) (producción y distribución)
- 2002 - Turtle Monkey (Alemania, EE. UU.) (producción)
- 2004 - The Nomi Song (Alemania, EE. UU.) (producción)
- 2006 - monks - the transatlantic feedback (EE. UU., Alemania, España) (producción y distribución)
- 2009 - Klangbad: Avant-garde in the Meadows (EE. UU., Alemania, España) (producción y distribución)
- 2010 - Faust: Live at Klangbad Festival (EE. UU., Alemania, España) (producción y distribución)
- 2013 - Donna Summer: Hot Stuff (EE. UU., Alemania) (producción)
- 2013 - Franco's Settlers (Los Colonos del Caudillo) (España, Alemania)
- 2016 - German Pop and Circumstance (Alemania)
- 2018 - Franco on Trial: The Spanish Nuremberg? (La causa contra Franco) (Alemania, España)

## Discografía (sello)
- 2006 - (pl-01) (single 7") higgle-dy piggle-dy / monk time - The Fall/Alec Empire
- 2006 - (pl-02) (doble CD)  silver monk time - a tribute to the monks
- 2007 - (pl-03) (CD/LP) monks demo tapes 1965 (en colaboración con Munster Records)
- 2008 - (pl-04) (DVD) monks - the transatlantic feedback
- 2009 - (pl-05) (single 7") complication / oh, how to do now - Monks (primera reedición oficial desde 1966 del sencillo original de PolydorThe Monks)
- 2009 - (pl-06) (LP/DOWNLOAD) said my say - Floating di Morel
- 2009 - (pl-07) (LP/DOWNLOAD) schlecht dran / gut drauf - Doc Schoko
- 2009 - (pl-08) (single 7"/DOWNLOAD) drunken maria / monk chant - Gossip / The Raincoats
- 2009 - (pl-09) (DOWNLOAD) more memory than now - Floating di Morel
- 2009 - (pl-10) (DOWNLOAD) takna, pakna, g(k)ram... - Floating di Morel
- 2009 - (pl-11) (DOWNLOAD) real people psych - Floating di Morel
- 2009 - (pl-12) (DOWNLOAD, VIDEO & AUDIO) A Summer Evening with Floating di Morel, una película de Dietmar Post & Lucia Palacios
- 2009 - (pl-13) (DOWNLOAD) einen gegen - Doc Schoko
- 2009 - (pl-14) (DOWNLOAD) tränen + wölkchen ep - Doc Schoko
- 2009 - (pl-15) (DOWNLOAD, VIDEO & AUDIO) Doc Schoko: Oktopus im Pentagramm, una película de Dietmar Post & Lucia Palacios

- 2010 - (pl-16) (DOWNLOAD) "ø" - Baseline (band)
- 2010 - (pl-17) (DOWNLOAD) estado líquido - Baseline (band)
- 2010 - (pl-18) (DVD 9) Klangbad: Avant-garde in the Meadows junto con Faust: Live at Klangbad 2005
- 2010 - (pl-19) (DVD 9) Reverend Billy & The Church of Stop Shopping (documentary film)